# يوم القدس

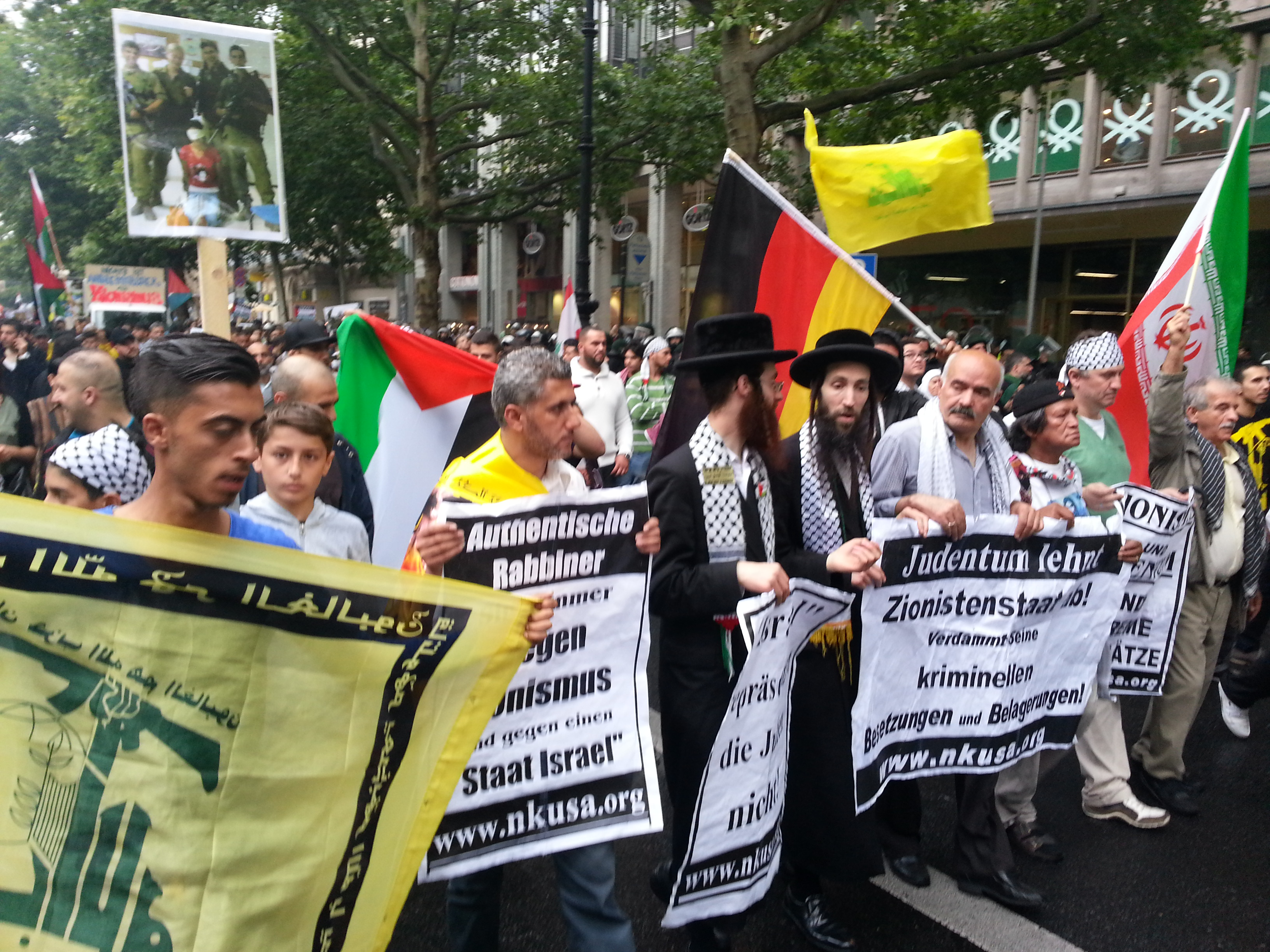
حضور اليهوديين في مظاهرات يوم القدس في مدينة برلين في ألمانيا عام 2014

يوم القدس العالمي (بالفارسية: روز جهاني قدس)، أو اليوم الدولي لمدينة القدس الشريف هو حدث سنوي يعارض احتلال إسرائيل للقدس. ويتم حشد وإقامة المظاهرات المناهضة للصهيونية في هذا اليوم في بعض الدول العربية والإسلامية والمجتمعات الإسلامية والعربية في مختلف أنحاء العالم، ولكن خصوصا في إيران حيث كانت أول من اقترح المناسبة. وهو يعقد كل سنة في يوم الجمعة الأخيرة من شهر رمضان المبارك أي الجمعة اليتيمة أو جمعة الوداع. يوم القدس ليس يوم عطلة إسلامية دينية ولكنه حدث سياسي مفتوح أمام كل من المسلمين وغير المسلمين على حد سواء، وبالتالي الاحتفال ليس واجبا في الإسلام.

## نظرة تاريخية
منذ احتلال فلسطين عام 1948 م أصبح اهتمام المسلمين عامّة والشيعة خاصة متوجهاً نحو إيجاد حل لهذه القضية، وقد كان العرب قبل انتصار الثورة الإسلامية في إيران ـ وخصوصاً منظمة التحرير الفلسطينية ـ يحتفلون سنوياً في شهر تشرين الأول/أكتوبر بانتصارهم على إسرائيل فيما عُرف آنذاك بحرب الكرامة، في يوم سُمّي بـ«يوم الكرامة» فعُرف أيضاَ بـ«يوم فلسطين» وقد بقي الاحتفال به إلى وقت قريب بعد انتصار الثورة إلا أّنه نُسي فيما بعد وغلب عليه يوم القدس.
أيضاً كانت قضية فلسطين أحد محاور ثورة الإمام الخميني منذ البداية، وبعد انتصار الثورة أعلن بصورة رسمية عدم اعتراف الجمهورية الإسلامية في إيران بإسرائيل كدولة، فتبدّلت سفارة إسرائيل في إيران إلى مقرّ لمنظمة التحرير الفلسطينية.

### اقتراح منالخميني
موكب الاحتفال بهذا اليوم نشأ لأول مرة في إيران بعد ثورة 1979 الإسلامية.الاحتفال اقترح من قبل الخميني، المرشد الأعلى للثورة الإسلامية في إيران آنذاك، في آب / أغسطس من ذلك العام حيث قال:
خلال السنوات الأخيرة، فقد انتشرت هذه المناسبة بين المسلمين والبلدان غير الإسلامية حتى في الولايات المتحدة. في أيامنا هذه المشاركة لا تقتصر على العرب أو المسلمين، ولكن بعض غير المسلمين أيضا يشاركون فيها بما في ذلك اليهود الأرثوذكس المعادون للصهيونية (ناطوري كارتا).

## مراسم هذا اليوم
- صدور بيانات منفصلة من جانب مراجع الدين وكبار العلماء في إيران والبلدان المختلفة لدعوة أبناء الشعوب وجميع المسلمين إلى المشاركة الواسعة والحاشدة في المسيرات التي ستنطلق يوم الجمعة بمناسبة يوم القدس العالمي.
- دعوة قائد الثورة الإسلامية علي خامنئي للمسلمين للخروج صفا واحدا في مسيرات يوم القدس العالمي دفاعا عن الشعب الفلسطيني المظلوم.
- خرج المظاهرات والمسيرات الحاشدة في أنحاء العالم من الصباح الباكر حتى تصل إلى المساجد والجوامع، وفي بعض الدول تقتصر المظاهرة على ما بعد صلاة الجمعة.
- تعلو هتافات الاستنكار والشجب للصهيونية والاحتلال الصهيوني.
- يرتفع الشعار الرئيسي في هذه المناسبة وهو «الموت لإسرائيل» أو "Down with Israel"
- تُلقى الخُطب والبيانات من الشخصيات والتكتلات الحزبية الإسلامية والسياسية.
- غالباً تحظى هذه المناسبة ـ وخصوصاً في إيران ـ باهتمام الإعلام والتغطيات الإعلامية العالمية.

## تجاهل عربي
لقد إدعت وكالة الأنباء دوت مصر أن الدعوة الإيرانية لم تلق راوجا في بعض الدول العربية، خصوصا دول الخليج التي تشوب علاقاتها مع طهران العديد من الخلافات العقائدية والسياسية، فتقتصر المشاركة في هذه الدول على بعض الشيعة، منسوبين لإيران في سوريا ولبنان واليمن والبحرين، كذلك بعض الناشطين في دعم القضية الفلسطينية بتونس والمغرب.

## يوم القدس في السنوات المختلفة في العالم

### عام 2015

#### إيران
شاهدت إيران مسيرته المليونية ليوم القدس العالمي دعماً للفلسطينيين حيث أصدت هذه المسيرات في الوسائل الإعلام العالمية وذلك في الوقت الذي يشارك فيه الفريق النووي الإيراني في المفاوضات مع مجموعة 5+1.هتف المشاركون ضد الولايات المتحدة وإسرائيل وأحرقو علميهم.وقام المشاركون بإحراق المجسم كبير حيث يرمز التنظيم الدولة الإسلامية وعبروا أيضا عن غضبهم لآل سعود التي تقود الضربات الجوية ضد المتمردين الحوثيين.

#### لندن
في آخر جمعة من شهر رمضان قامت عاصمة بريطانيا بمسيرة حاشدة تلبية لنداء مؤسس الجمهورية الإسلامية الإيرانية روح الله الخميني.لقد شاركت في المسيرة المئات من أنصار القضية ومن مختلف الأديان والمذاهب، منددين بالممارسات الصهيونية في الأراضي الفلسطينية.
واجتمع المشاركون أمام بناية الشبكة الخبرية بي بي سي وأبدواإعتراضهم بشأن الجرائم التي ترتكبها إسرائيل في قطاع غزة.

### عام 2016
أحيا المسلمون في أكثر من 50 دولة، الجمعة، 01 يوليو، 2016 مراسم يوم القدس العالمي، بمشاركة رسمية وشعبية حاشدة، شددت على مركزية القضية الفلسطينية ونددت بالمؤامرات التي تجري في المنطقة بهدف إبعاد القضية عن دائرة اهتمامات المسلمين.

#### إيران
انطلقت في العاصمة الإيرانية طهران وسائر المدن الايرانية الأخرى مسيرات جماهيرية حاشدة تشمل الملايين من أبناء الشعب الإيراني بكافة شرائحه والذين خروجوا للمشاركة في هذه المسيرات التي انطلقت في 850 مدينة إيرانية، متجهين نحو مراكز إقامة صلاة الجمعة إحياءً ليوم القدس العالمي، وتلبية لنداء مُفجرِ الثورة الإسلامية سيد روح الله الخميني.
ورفع الشعب الإيراني لافتات للتأكيد على أن القضية الفلسطينية لاتزال القضية الأولى في العالم الإسلامي وأن القدس هي بوصلة المسلمين كافة. ورفع الملايين من أبناء إيران في مسيراتهم شعاراً موحداً لهذا العام هو «وحدة الأمة الإسلامية، دعم الانتفاضة الفلسطينية والبراءة من الكيان الصهيوني والإرهاب التكفيري».
وندد المشاركون في المسيرات بجرائم كيان الاحتلال بحقِ الشعب الفلسطيني وبالصمت الدولي المستمر عن انتهاكات الاحتلال وتطبيع بعضِ الدول العربية والاسلامية العلاقات معه، كما أكد المشاركون ضرورة التوحد ولم الشمل بوجه التحديات وإفشال المؤامرات الهادفة للنيل من محور المقاومة.

#### العراق
شهدت العاصمة بغداد ومدن عراقية عدة، الجمعة، مسيرات حاشدة بمناسبة يوم القدس العالمي وشارك في المسيرات شخصيات دينية وسياسية وثقافية، فضلا عن مشاركة جماهيرية وشعبية واسعة، أكدوا خلالها على ضرورة بقاء القضية الفلسطينية قضية العرب والمسلمين المركزية في ظل التحديات والصراعات التي يشهدها العالم العربي والإسلامي.
وشهدت المسيرات رفع صور لصاحب الدعوة سيد روح الله الخميني ومراجع الدين، وأخرى للقدس، وشعارات نددت بالممارسات الإسرائيلية والاقتحامات المتكررة من قبل المستوطنين للمسجد الاقصى والاعتداء على المصلين والمعتكفين.

#### اليمن
حسب موقع يمني برس، شهدت اليمن اليوم الجمعة مسيرات جماهيرية حاشدة أحيتها الجموع المليونية من أبناء الشعب اليمني في العموم من المحافظات والمديريات اليمنية في الجمعة الأخيرة من شهر رمضان المبارك في مناسبة” يوم القدس العالمي” تأكيداً وتضامناً مع القضية الكبرى والأساس القدس ودعماً للقضية العربية والإسلامية المتمثلة في رفض احتلال العدو الصهيوني للأراضي والمقدسات الإسلامية باعتبارها رمزاً من رموز الأمة الإسلامية.
المسيرات الجماهيرية الحاشدة في إحياء يوم القدس العالمي خرجت في كلاً من العاصمة صنعاء وفي المحافظات اليمنية الكبرى كـ” صعدة وذمار وعمران والمحويت وتعز وحجة واب والضالع والجوف وغيرها من المدن والمحافظات اليمنية ”.

#### البحرين
شهدت مناطق مختلفة في البحرين، الجمعة، مسيرات بمناسبة يوم القدس العالمي، استجابة لدعوات قوى المعارضة البحرينية، وكان من أبرز تلك المسيرات التي خرجت وسط العاصمة المنامة التي سرعان ما عملت قوات الأمن على تفريقها بالقوة.
ونظمت وقفات احتجاجية ومسيرات تضامنية مع الشعب الفلسطيني في مناطق عدة صباحاً وظهراً من أبرزها في شهركان، والمالكية، والنويدرات، والمصلى، وجد حفص، وكرزكان، وعالي، والنبيه صالح، والصالحية، وسترة، والحجر، والغريفة، وكرانة، والسهلة، والبلاد القديم، والسنابس، والدير، وبرزن.
كما خرجت تظاهرة حاشدة بعد صلاة الجمعة في منطقة الدراز رفع فيها المشاركون لافتات التأكيد على ثوابت الأمة والقضية المركزية الجامعة للمسلمين.
من جهتها واجهت قوات الأمن بالقنابل الدخانية المتظاهرين الذين خروج للمناسبة عينها في منطقة سار.

#### لبنان
- أحيت مدينة صيدا كبري مدن جنوب لبنان مناسبة يوم القدس العالمي، اليوم الجمعة بمسيرة كشفية حاشدة، شاركت عدة جمعيات كشفية تنتمي لتيارات سياسية لبنانية وفلسطينية مختلفة. انطلقت المسيرة من ساحة الشهداء، وجابت شوارع مدينة صيدا، وصولاً إلي مركز معروف سعد الثقافي. ومن أبرز الفرق الكشفية التي شاركت في المسيرة: الكشاف العربي، كشافة الإمام المهدي (عج)، الكشاف الفلسطيني، كشاف بيت المقدس، كشافة المشاريع، كشافة الشبيبة، كشافة الحولة، كشافة الإسراء.

وانتهت المسيرة بوضع إكليل من الزهر علي أضرحة شهداء الغزو الصهيوني سنة 1982.
- حزب الله، نظراً للأوضاع الأمنية قرر حزب الله إلغاء الاحتفال الجماهيري لمناسبة يوم القدس العالمي، والذي كان مقرراً إقامته في مجمع سيد الشهداء (ع) ـ الرويس الجمعة في 01-07-2016، حيث وجه سماحة الأمين العام لحزب الله السيد حسن نصر الله كلمة متلفزة عند الساعة الخامسة والنصف مساءً من يوم غد الجمعة في 1ـ7ـ2016 تطرقت لمختلف القضايا الهامة من فلسطين والقدس واستمرار الهبة الشعبية فيها، إلى مؤتمر هرتسيليا الصهيوني واستهدافاته خصوصا في ظل مشاركة وفد ما يسمى المعارضة السورية فيه، بالإضافة إلى الأوضاع في لبنان والتفجيرات الانتحارية في بلدة القاع حيث أكد سماحته أنه لولا الحرب الاستباقية التي قادتها المقاومة في سوريا وتقودها المقاومة والأجهزة الأمنية اللبنانية في الداخل لكان هناك في كل يوم انتحاريين وسيارات مفخخة، مشددا على أن الأمن في لبنان ممسوك.[13][14]

#### فلسطين
- غزة: شارك آلاف من الغزيين في مسيرة جماهيرية حاشدة، جابت شوارع مدينة غزة، عقب انتهاء صلاة الجمعة، استجابةً لنداء زعيم الثورة الإسلامية الفقد سيد روح الله الخميني، بنصرة مدينة القدس. المسيرة انطلقت من أمام مسجد السرايا وسط غزة، وجابت شوارع المدينة، قبل أن تنتهي أمام برج الشوا – وحصري؛ حيث أقيم مهرجانٌ خطابي بمناسبة يوم القدس العالمي. وشارك ممثلون عن كافة القوى والفصائل الفلسطينية في المسيرة، التي رفعت خلالها يافطات تطالب بوضع القدس في سلم أولويات العرب والمسلمين، وتوجيه البوصلة لدعم المقاومة الفلسطينية، وانتفاضة القدس.

وفي كلمةٍ ألقاها نيابةً عن القوى الوطنية والإسلامية الفلسطينية، أكد مسؤول الجبهة الشعبية لتحرير فلسطين - القيادة العامة- في قطاع غزة لؤي القريوتي، أن يوم القدس العالمي يبعث برسالة واضحة للعدو الصهيوني مفادها بأن المقاومة مستمرة حتى تحرير القدس.

#### تونس
أحيت الجمعيات التونسية الثقافية والسياسية يوم القدس العالمي تحت عناوين مختلفة. فتنظم حركة النضال الوطني في تونس تظاهرة بمناسبة “يوم القدس العالمي” يوم الجمعة 1 يوليو تحت شعار “دعما للانتفاضة الفلسطينية ومقاومة للإرهاب الصهيوني والتكفيري” تتضمن وقفة تضامنية في ساحة الجمهورية في التاسعة والنصف ليلا.
وبدار الثقافة سيدي سالم بنزرت تمّ احياء اليوم القدس العالمي عبر مهرجان الاقصى في دورته السادسة 2016 تحت شعار «النصر للمقاومة السبيل الوحيد لتحرير القدس».

#### مصر
نظمت قوى سياسية مصرية وفلسطينية وعربية مسيرة من ميدان عبد المنعم رياض بالقاهرة إلى نقابة الصحفيين المصريين إحياء ليوم القدس العالمى وتزامنا مع المسيرات الشعبية في فلسطين والعواصم العربية والإسلامية.

#### سوريا
شاهد بالصور إحياء يوم القدس العالمي في العاصمة السورية دمشق

## 2017

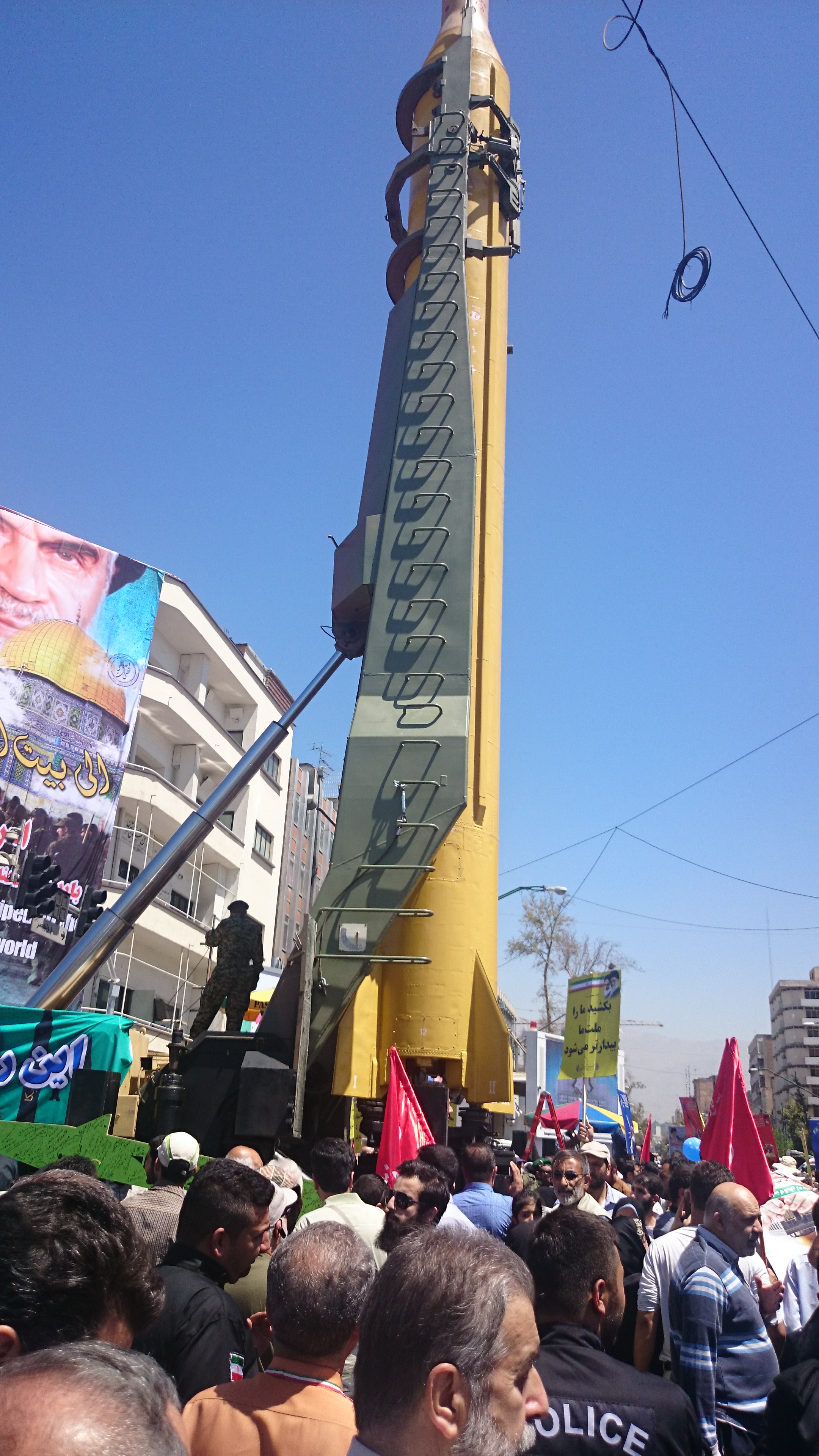
صاروخ شهاب الإيراني في مسيرة يوم القدس العالمي عام 2017 في طهران

### المملكة المتحدة
وقعت مسيرة يوم القدس في هذا العام في 18 يونيو. وفي لندن، استمرّت المسيرة كما هو مقرر. وقد تم نقل علم حزب الله خلال هذا الحدث. لأن المنظمة ليست في القائمة المحظورة.

### إيران
عقدت مراسيم إحياء يوم القدس العالمي في إيران في 23 يونيو الموافق للجمعة الأخيرة لشهر رمضان كما شارك أبناء أكثر من 900 مدينة إيرانية في مسيرات يوم القدس العالمي وهم يردّدون هتافات «الموت لأمريكا» و«الموت لإسرائيل». أكد المتظاهرون في البيان الختامي للمسيرات، على الاستفادة من جميع الطاقات المعادية والمعنوية في دعم الإنتفاضة الفلسطينية والمقاومة الإسلامية. واعتبر المشاركون، أن تحرير القدس الشريف يتصدر أولويات العالم الإسلامي. كما عرضت قوات الجوفضاء التابعة لحرس الثورة الإسلامية خلال المسيرة في طهران ثلاثة صواريخ باليستية إيرانية من طراز «ذوالفقار» و«قدر».

### البحرين
أحيا البحرينيون فجر اليوم الجمعة الموافق ل23 يونيو يوم القدس العالمي في مسيرات خرجت في عدة قرى بحرينية مرددين هتافات تندد بالإحتلال الصهيوني، وانتقدت الهتافات محاولة بعض البلدان العربية نحو التطبيع مع إسرائيل.

### العراق
نُظمت في العاصمة العراقية بغداد ومحافظة ديالى، مسيرات تضامناً مع البلدان الإسلامية لإحياء يوم القدس العالمي بحضور شخصيات دينية وعشائرية. يذكر أنّ المشاركين في المسيرة رسموا علماً إسرائيلياً على الأرض تعبيرا عن رفض «الاعتداءات الصهيونية المتواصلة» على الشعب الفلسطيني، مشيرا إلى أن المتظاهرين اعتبروا أن إسرائيل وداعش غدد سرطانية ويجب استئصالهما ومحاربتهما بالوحدة الوطنية والتكاتف.

### فلسطين
خرجت جماهير قطاع غزة إلى الشوارع في يوم القدس العالمي ورفعوا لافتات تؤكد علي أن فلسطين قضية مركزية للأمة جمعاء، كما رفعوا راية حزب الله، في إشارة على وحدة المصير، ووحدة الهدف، مرددين هتاف «الموت لأمريكا الشيطان الأكبر». كما أكدّت الفصائل الفلسطينية أهمية يوم القدس العالمي في محاربة الأخطار التي تواجهها مدينة القدس، وتعزيز الوحدة العربية الإسلامية في تبني مشروع المقاومة ومجابهة الكيان الإسرائيلي محذرين من محاولات التطبيع مع إسرائيل.

### لبنان
احيت حركة أمل في لبنان يوم القدس العالمي وذكرى مقتل مسؤولها التنظيمي العام الأول المركزي الدكتور مصطفى تشمران، في احتفال على مسرح الامل في ثانوية الشهيد حسن قصير بحضور رئيس المكتب السياسي للحركة، وسفير الجمهورية الإسلامية الإيرانية في لبنان والمستشار الثقافي في السفارة الإيرانية وأعضاء الهيئة التنفيذية في الحركة.

### اليمن
شهدت العاصمة اليمني صنعاء، عصر اليوم الجمعة، مسيرة جماهيرية لإحياء يوم القدس، وامتدت الحشود الجماهيرية بطول شارع الستين الغربي، حاملة الإعلام اليمنية والفلسطينية، حاملين لافتات كتب عليها “برغم العدوان والحصار تبقى فلسطين قضيتنا والقدس بوصلة تحركنا وجهادنا”، و”الخطر الصهيوني الأمريكي خطر يستهدف الأمة بأكملها” و”يوم القدس العالمي لتبقى فلسطين القضية حية في وعي المسلمين وتحركاتهم”.

### سوريا
انطلقت وسط مدينة دمشق مسيرة لإحياء الذكرى، وسلكت عدداً من شوارع المدينة القديمة حتى الجامع الأموي. بحضور جميع أطياف وفصائل العمل النضالي الفلسطيني وخاصة الأمين العام للجبهة الشعبية لتحرير فلسطين والمستشار الأول في السفارة الإيرانية ورئيس جمعية الصداقة الفلسطينية الإيرانية، وبمشاركة رسمية من سوريا وإيران.

### أفغانستان
أحيا الشعب الأفغاني يوم القدس العالمي وخرج في مسيرات جابت شوارع العاصمة كابول ومدن أخرى مثل هرات ومزار شريف وغزني بمشاركة من المواطنين الشيعة والسنة ويردّدون هتافات ضد إسرائيل ودعما للشعب الفلسطيني.
ففي العاصمة كابول وفي كلمة له أمام مسيرة يوم القدس العالمي اعتبر رئيس حزب النهضة الإسلامية محمد مختار مفلح أن «الشيعة والسنة أجتمعوا اليوم من أجل كسر الصمت المخيم علي بعض الدول الإسلامية تجاه الظلم الذي يمارسه الكيان الغاصب للقدس الشريف.»

### ماليزيا
وخرجت الجماهير الماليزية في العاصمة كوالالمبور بعد الانتهاء من صلاة الجمعة بمسيرات بمناسبة يوم القدس العالمي وتجمعوا أمام السفارة الأمريكية معلنين تضامنهم مع الشعب الفلسطيني.
وقد هتف المشاركون في المسيرات وهم يتوجهون إلي السفارة الأمريكية بشعارات «الموت لأمريكا» و«الموت لإسرائيل» و«اللعنة علي أمريكا وإسرائيل» و«تعيش فلسطين» و«يعيش الإسلام»، رافعين لافتات تندد بجرائم الكيان الصهيوني والولايات المتحدة والسعودية.

### نيجريا
أحيا الشعب المسلم في نيجيريا يوم القدس العالمي عبر الخروج بمسيرات جابت عدد من الشوارع لاسيما مدينة «صكتو». شارك الشعب النيجيري المسلم في هذا اليوم دعما لتطلعات الشعب الفلسطيني ورفضا للإسرائيل.

### السعودية
وفي العوامية خرج نشطاء في مسيرة رمزية حيث هتفوا بشعارات مناهضة منها “الموت لأمريكا، والموت لإسرائيل” كما هتفوا بشعارات منددة بالسلطة السعودية جرّاء انتهاكاتها المتعددة بحق البلدة. كما هاجمت أرتال من المدرعات “حي المسوّرة” المحاصر رداً على الوقفة الرمزية التي أقامها شباب الحراك في “حي الديرة” في العوامية بمناسبة إحياء يوم القدس.

### الكويت
و في الكويت وتحديداً في مسجد شعبان نظمت لجنة يوم القدس العالمي التابعة للتحالف الاسلامي الوطني كعادتها السنوية حفل يوم القدس العالمي، وأكد فيها نائب البرلمان الكويتي عدنان عبدالصمد ان يوم القدس من الأفكار النيرة والمبادرات المباركة للإمام الخميني وان فلسطين تبقى الأولوية لكل أحرار العالم، وأيضاً أكد الأمين العام للتحالف الإسلامي الوطني الشيخ حسين المعتوق أن قضية فلسطين والقدس الشريف لا تزال القضية المركزية الأولى للمسلمين في العالم.

## الصور

### إيران
صور من إقامة احتفال يوم القدس في مدينتي طهران ونيسابور في إيران

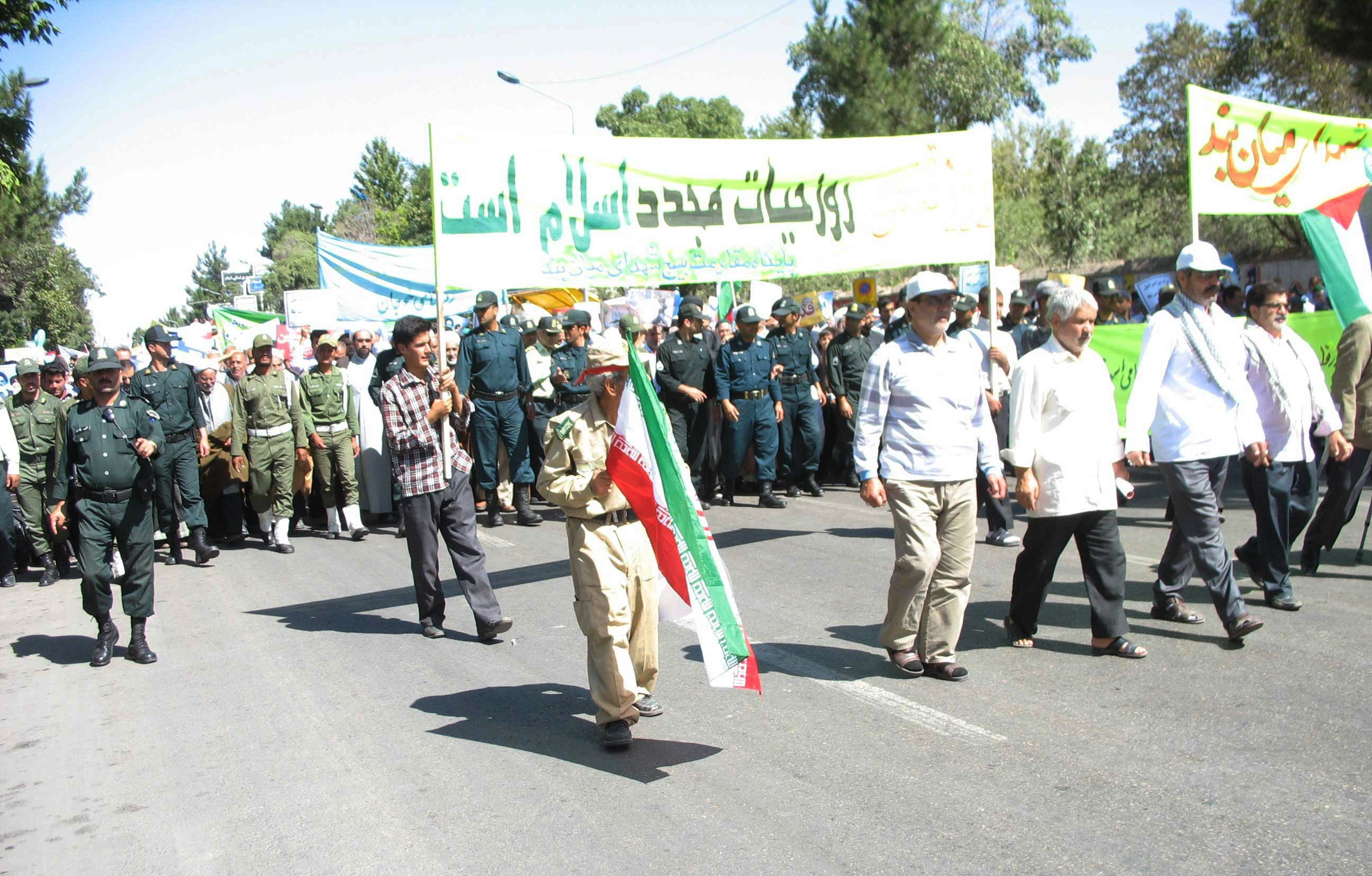
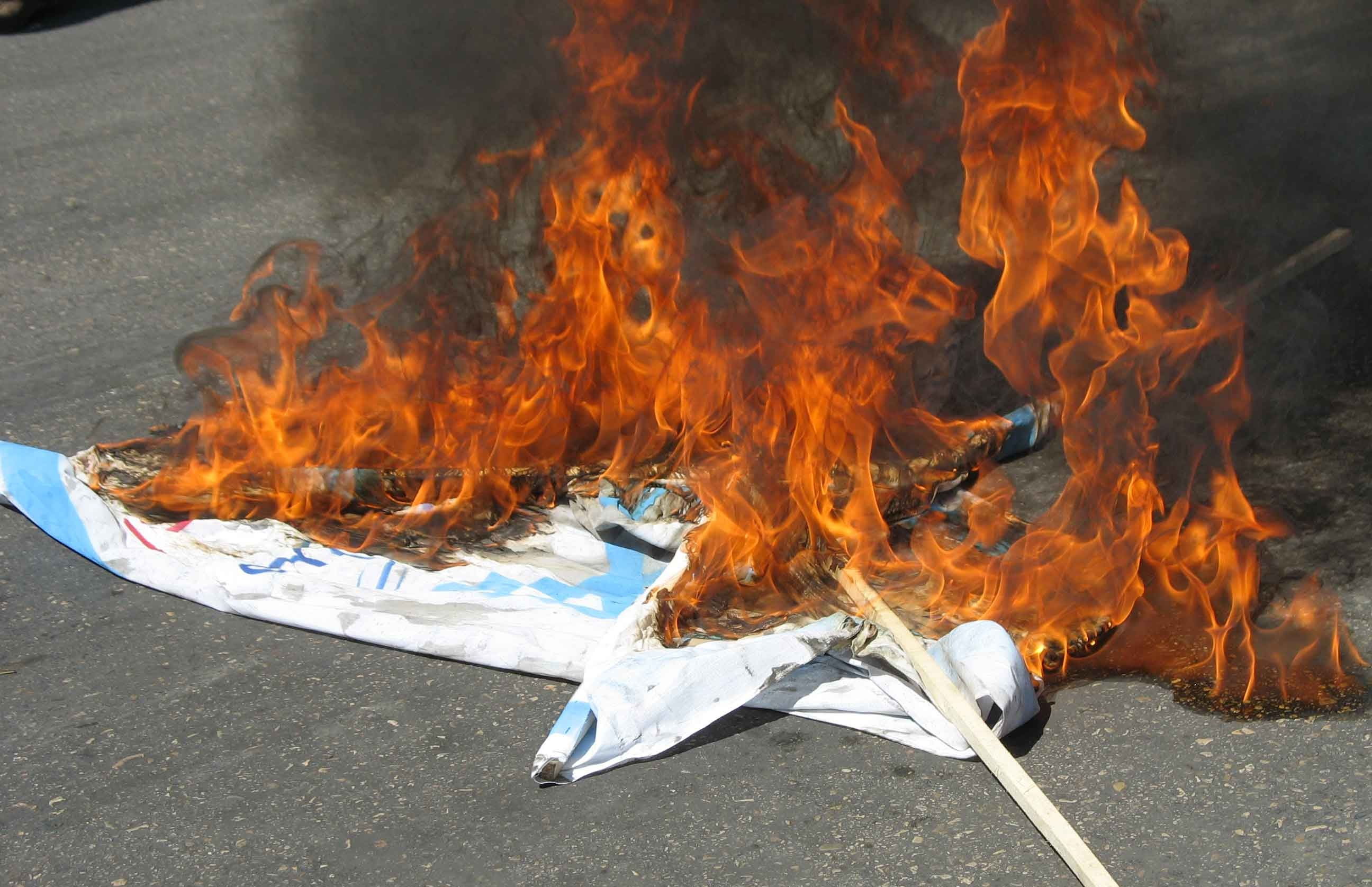
حرق علم الكيان الصهيونى في يوم القدس في مدينة نيسابور في إيران
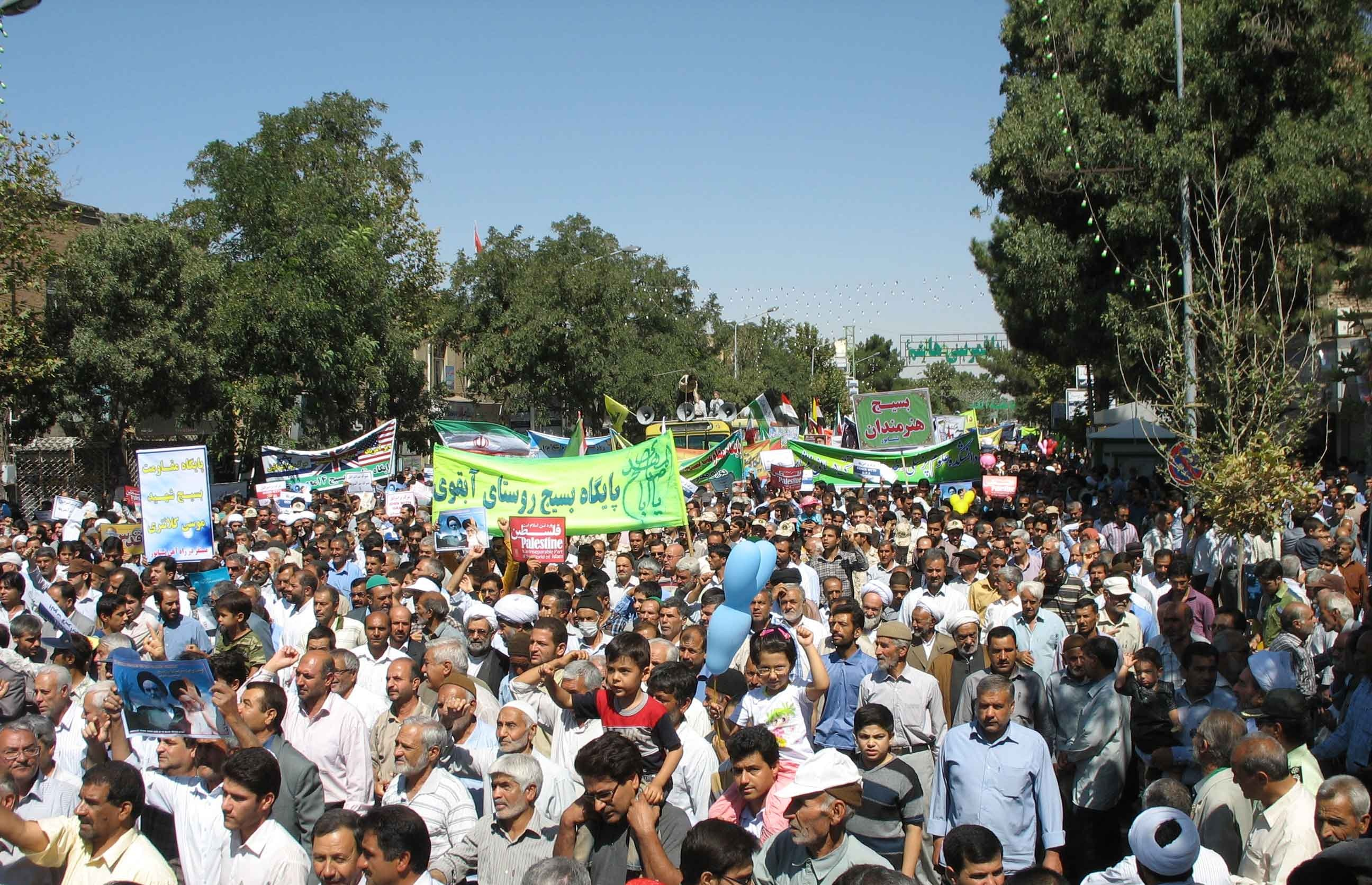
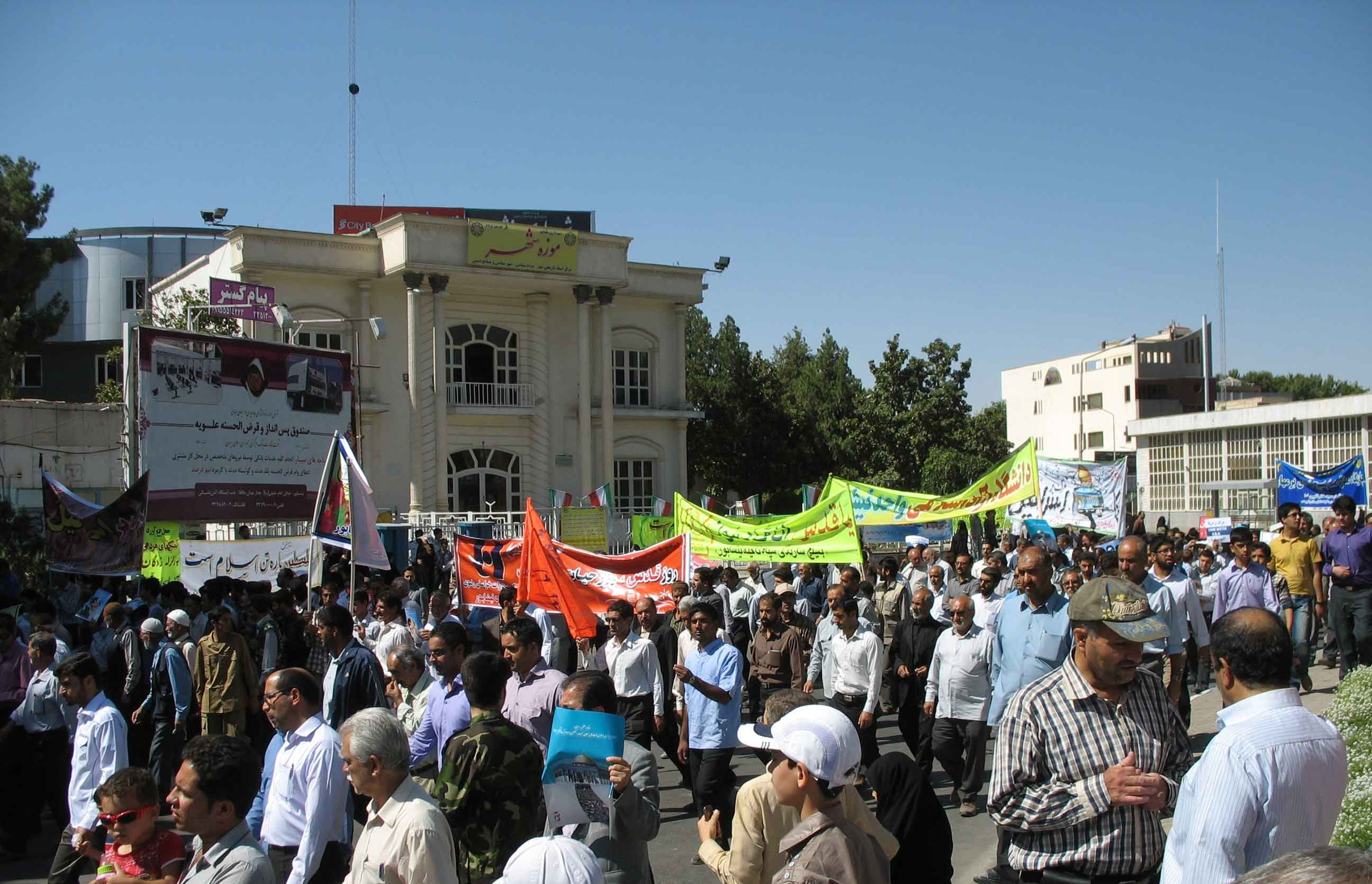
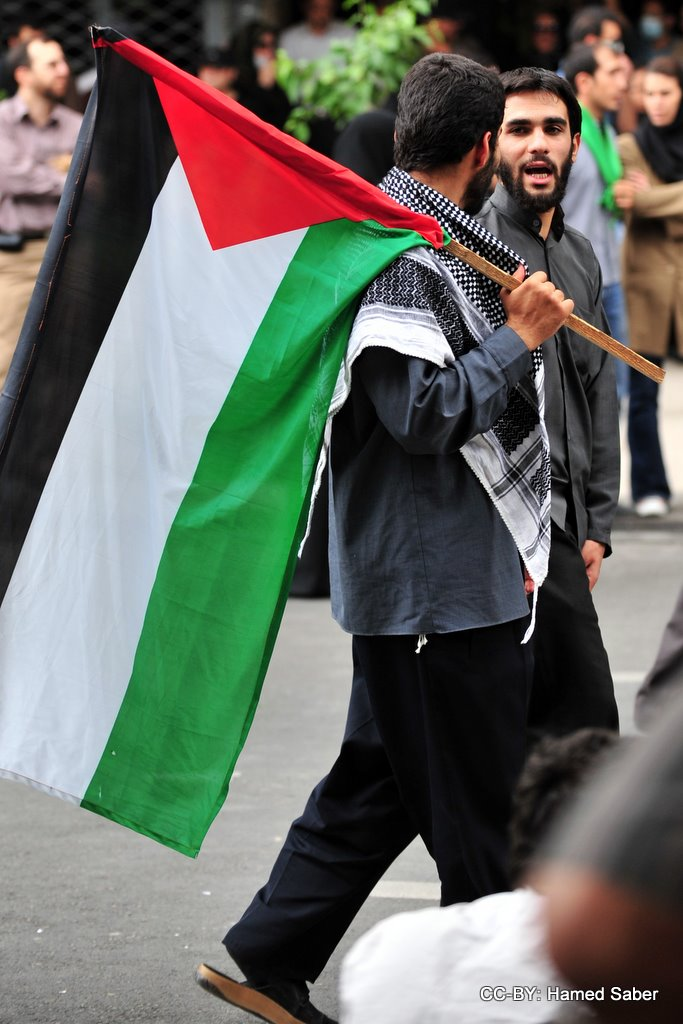
حمل علم فلسطين بيد شابّ من قوات الباسيج في طهران

### ألمانيا
صور من إقامة احتفال يوم القدس العالمي في مدينة برلين في ألمانيا عام 2014

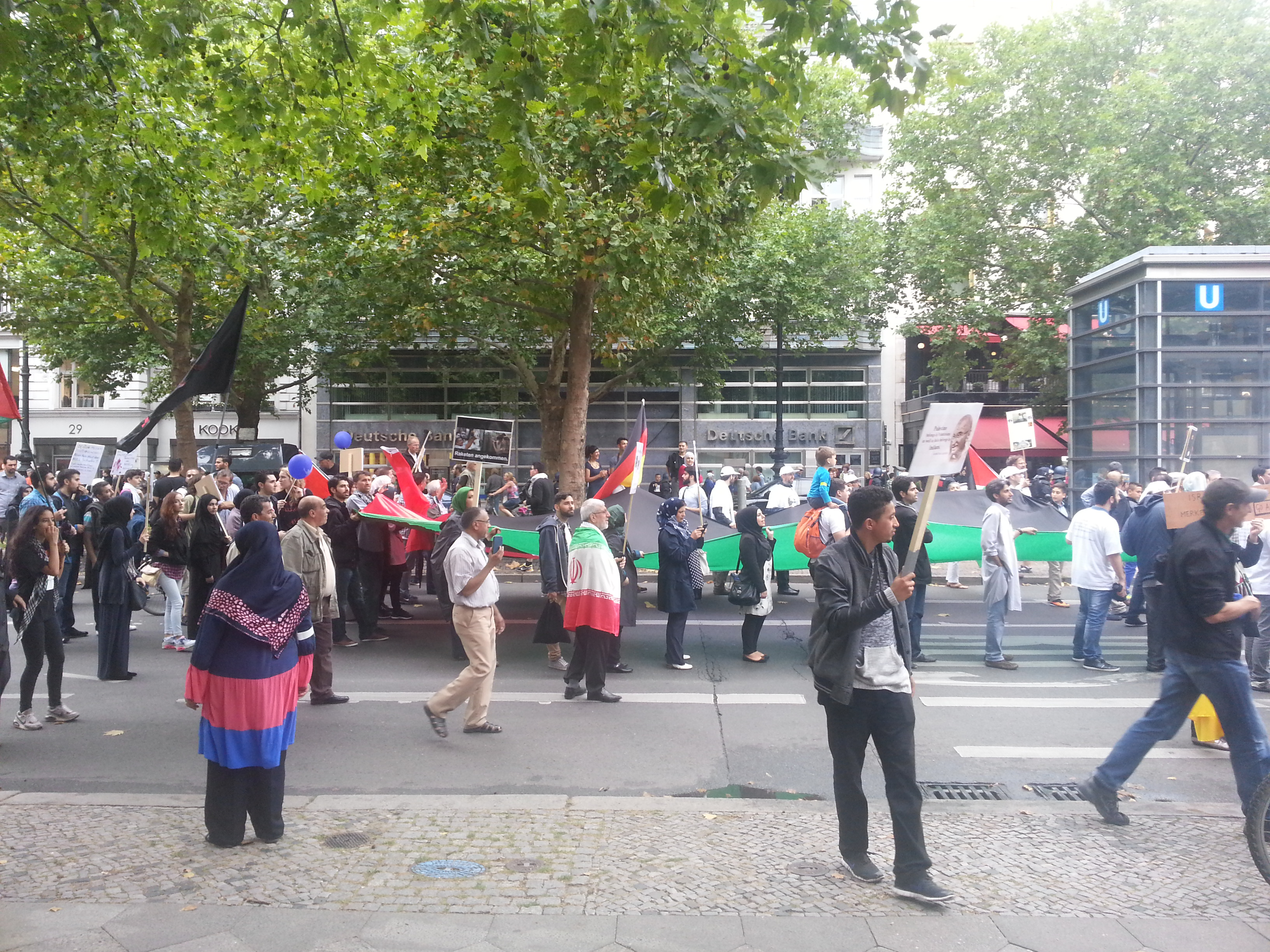
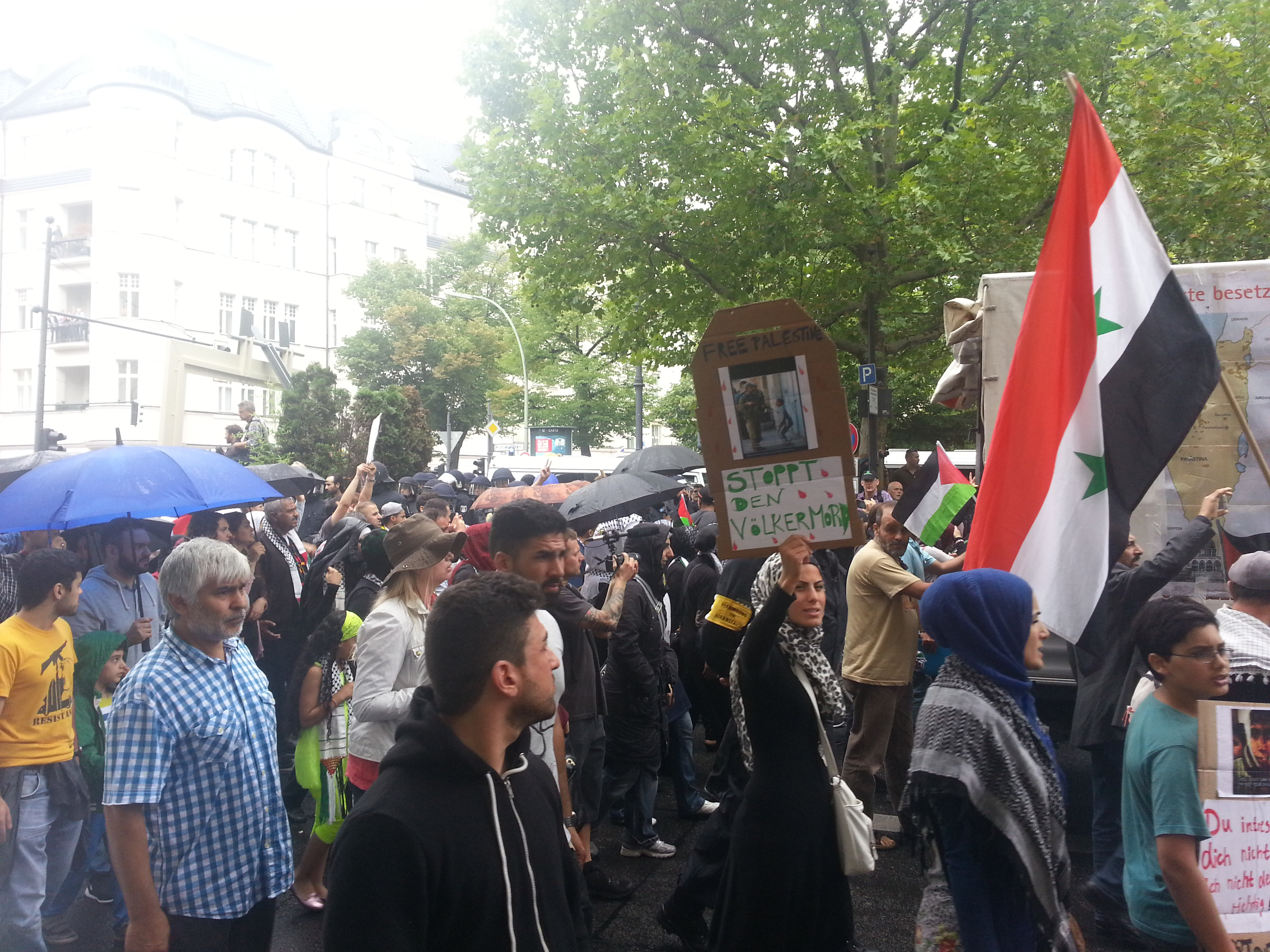
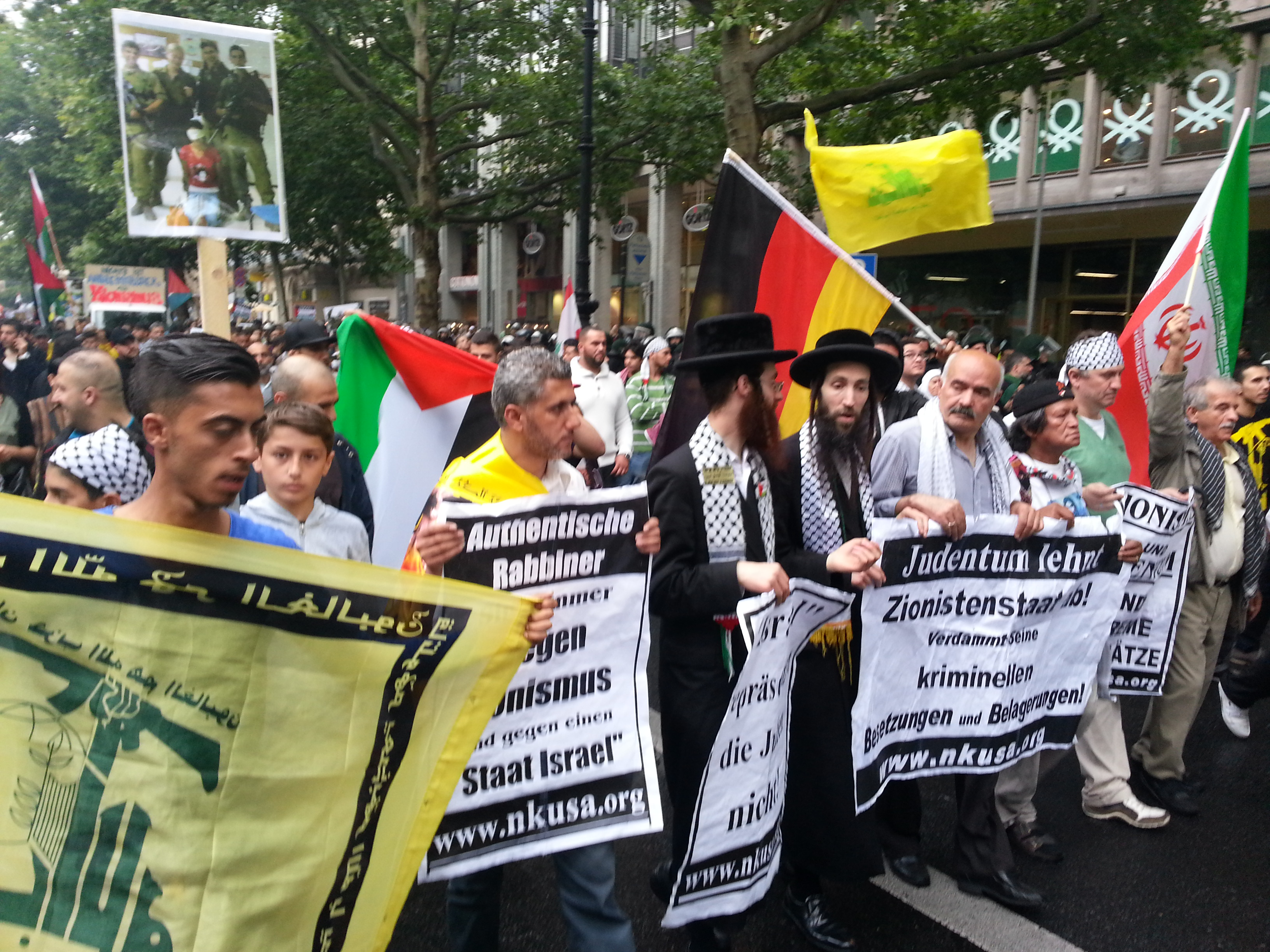
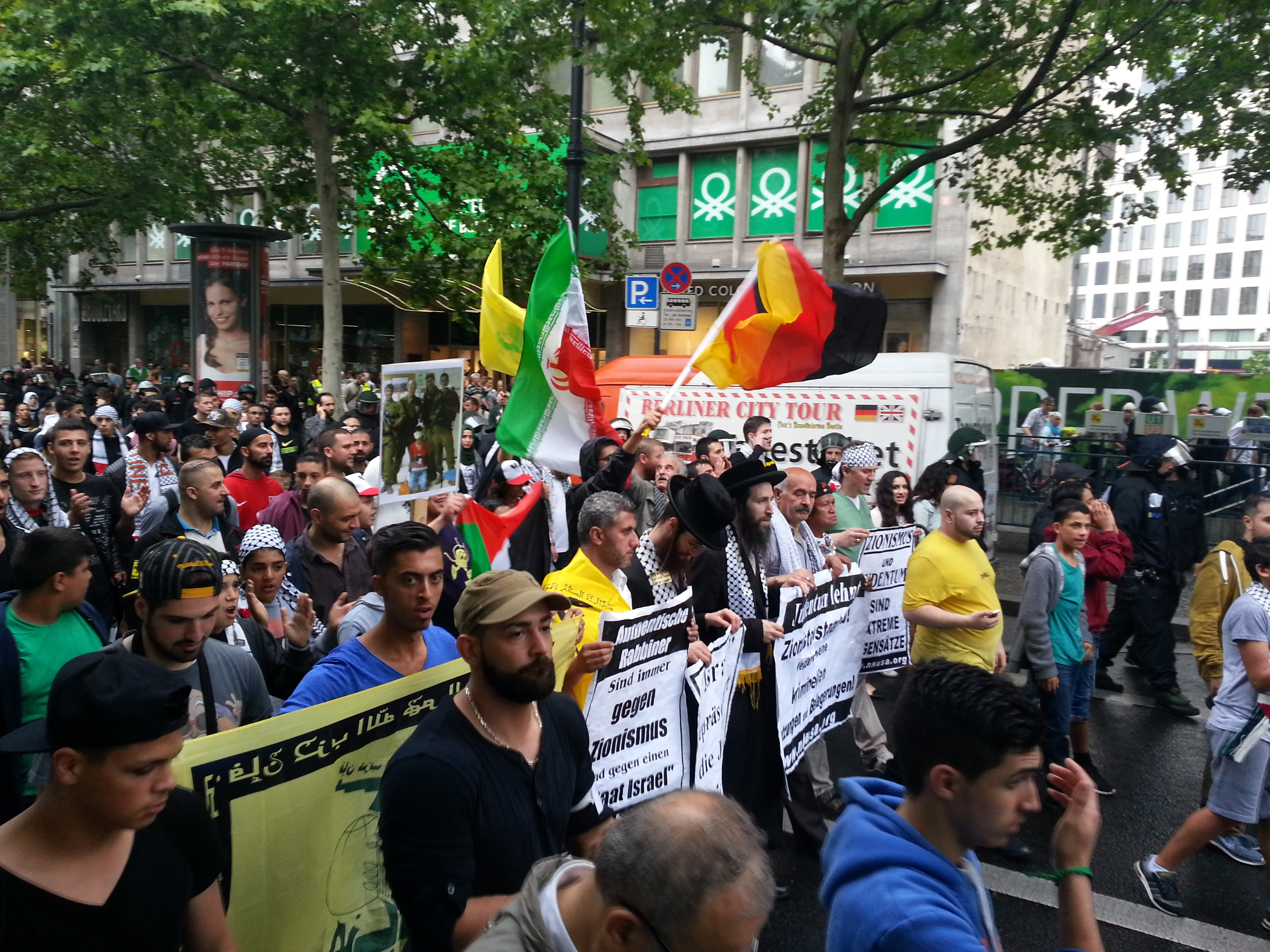
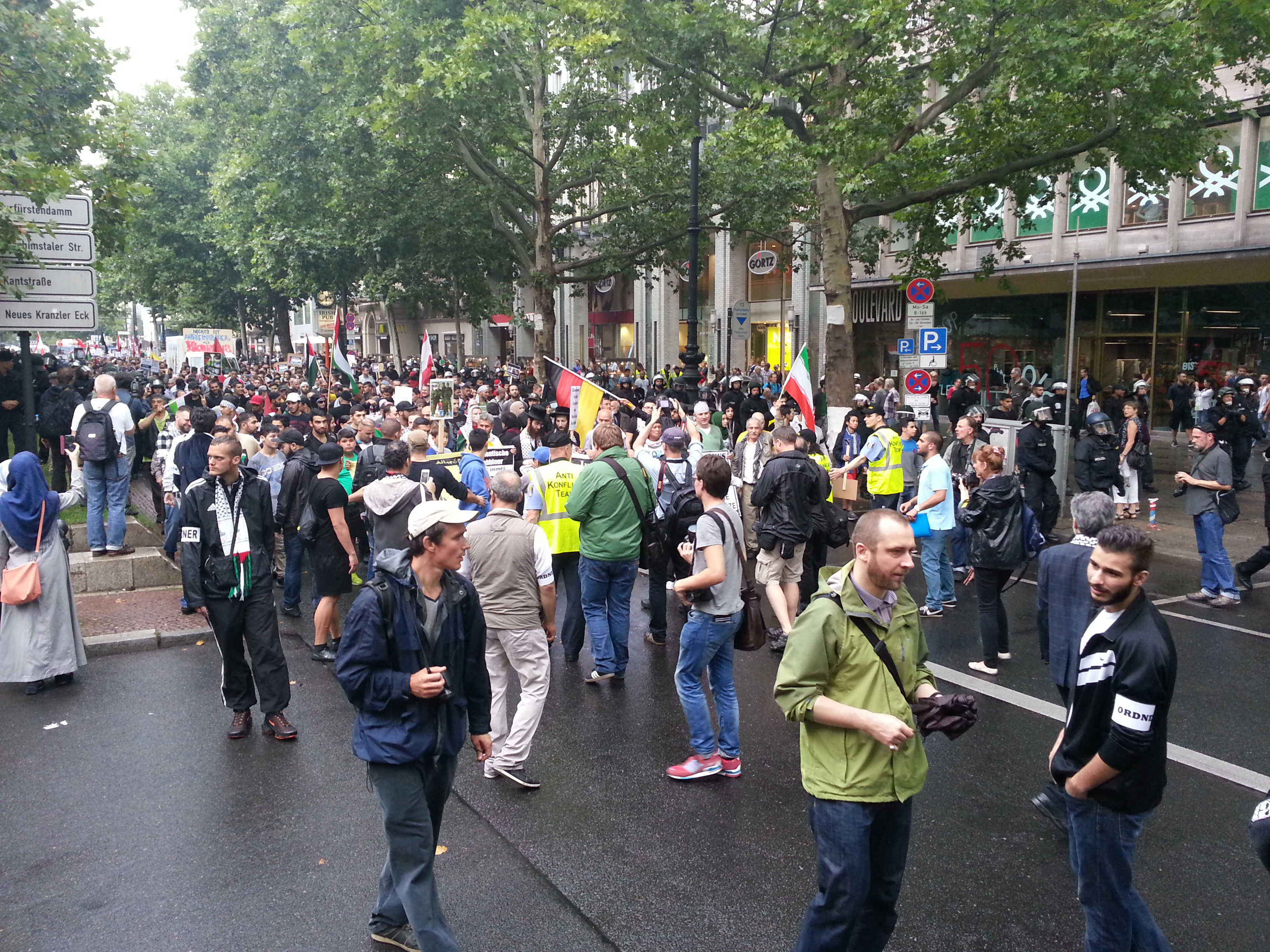
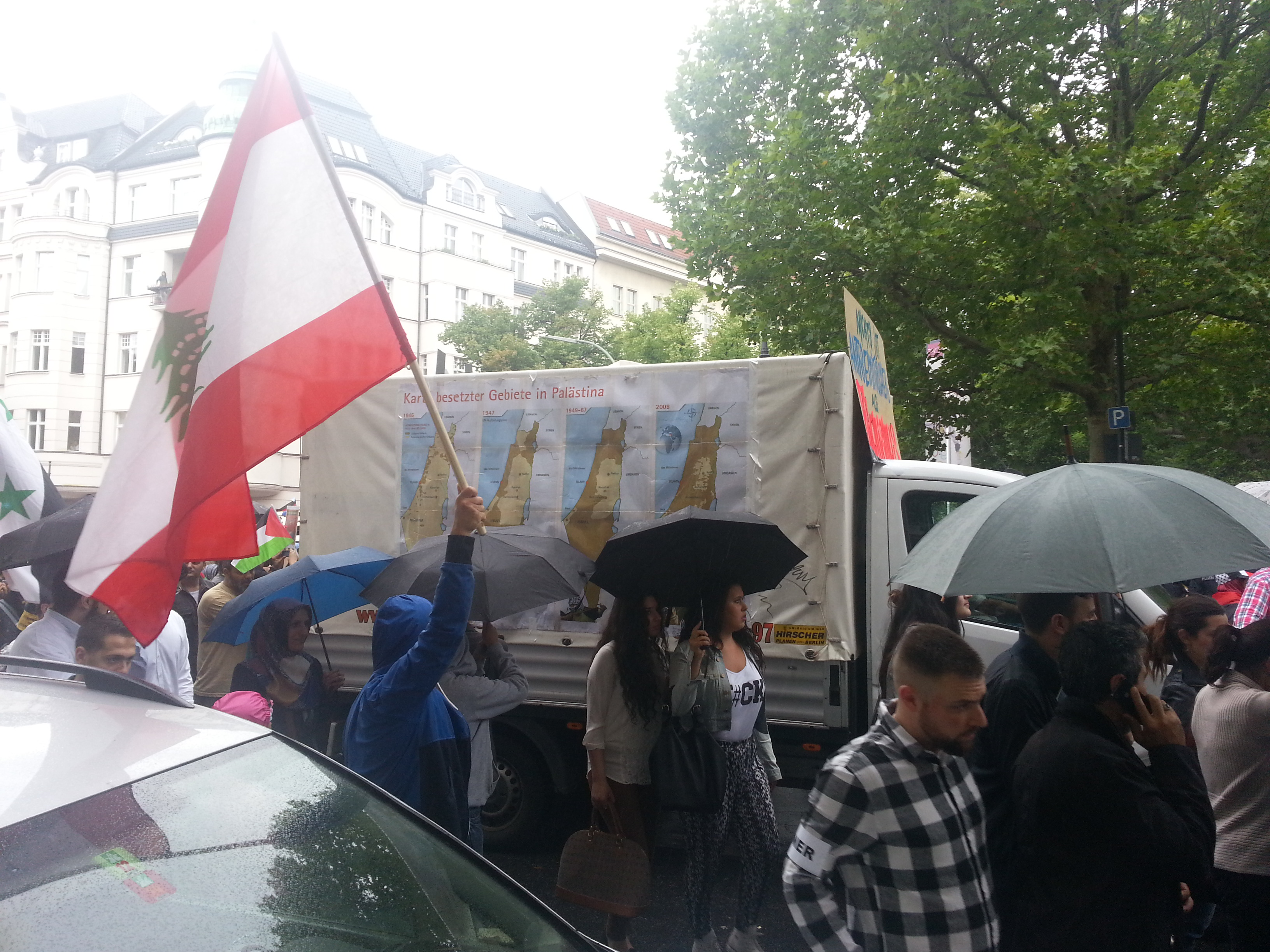
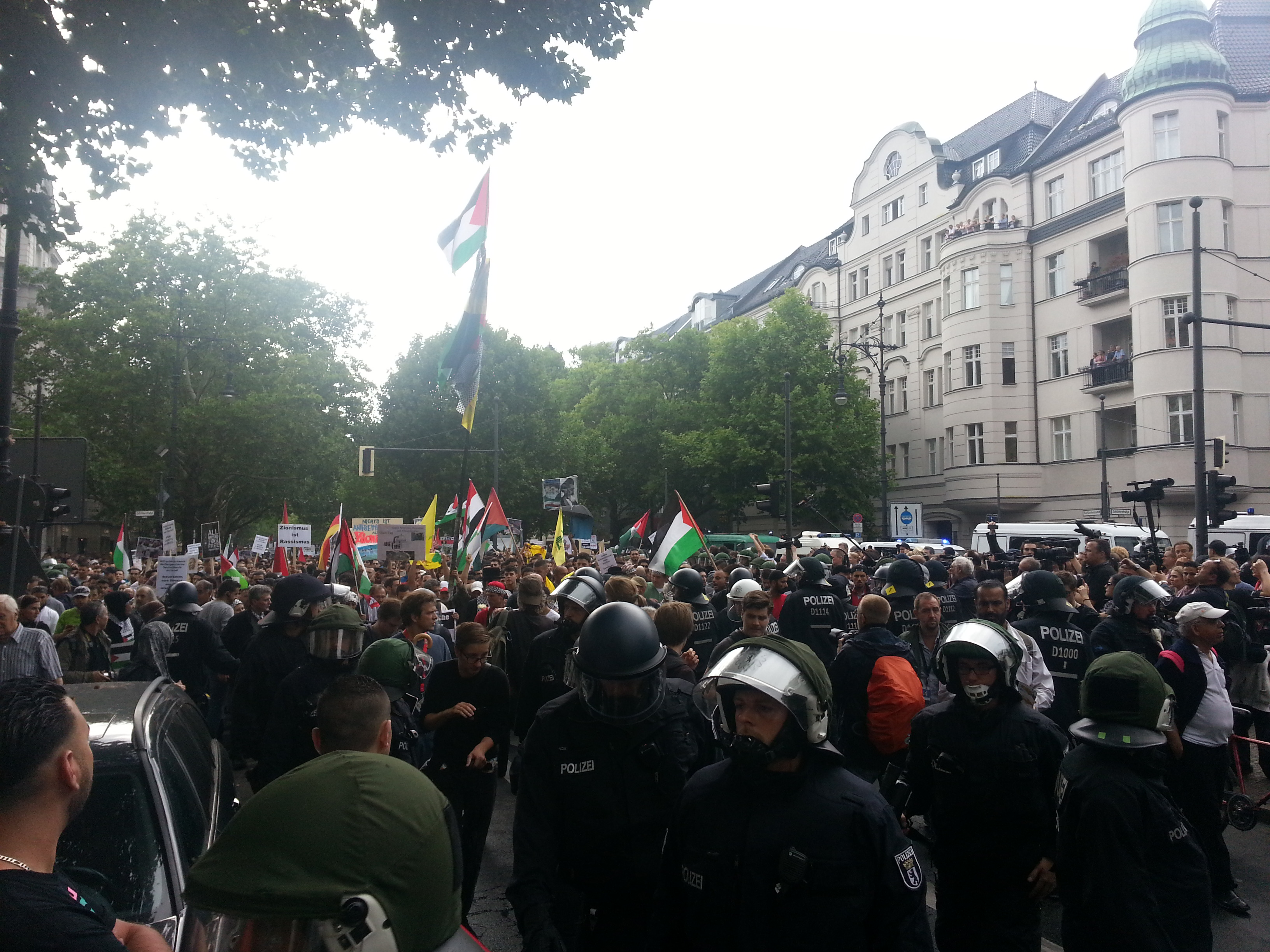
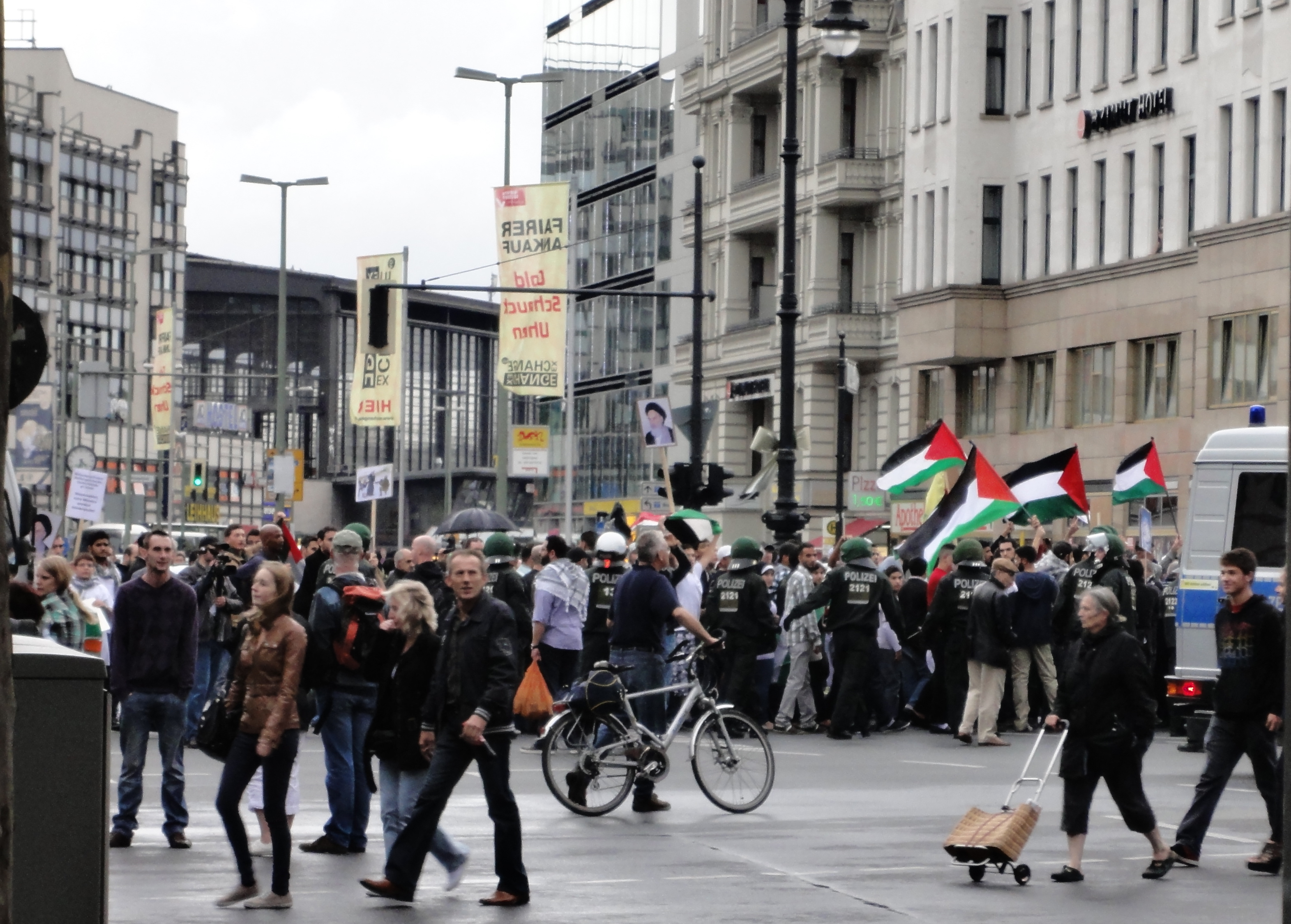

### السويد
صور من إقامة احتفال يوم القدس العالمي في مدينة مالمو السويد عام 2014.

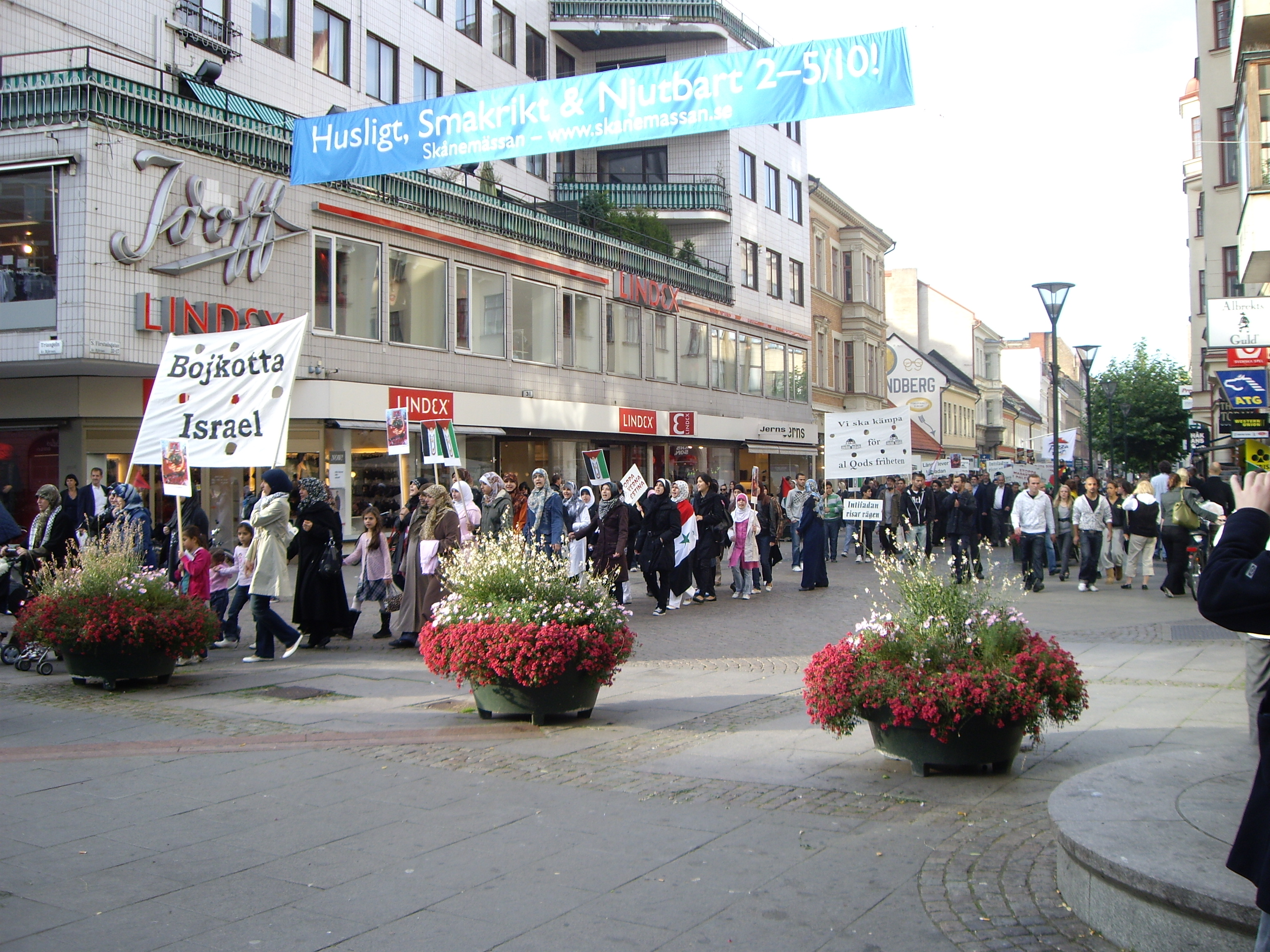

## وصلات خارجية
- موقع يوم القدس
- موقع العلاقات الاعلامية- خطابات يوم القدس العالمي